# Forteresse de Bouka

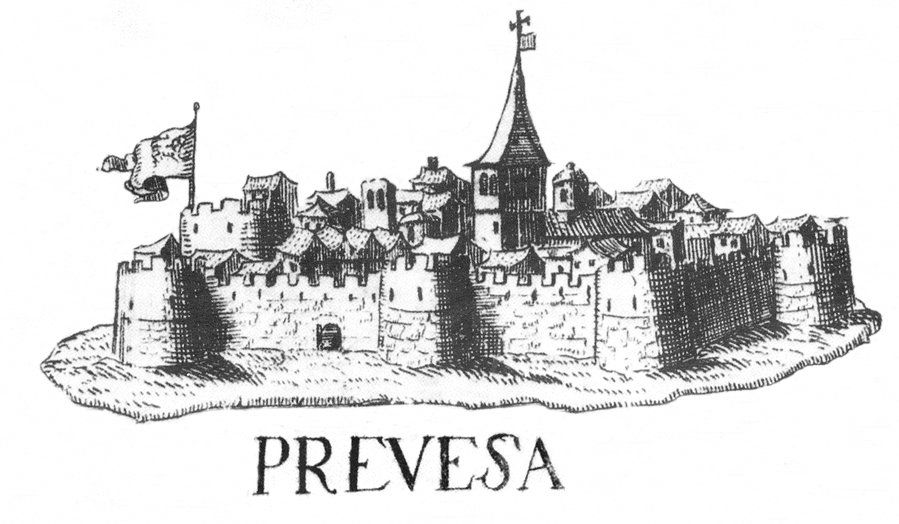
Vue de la forteresse.

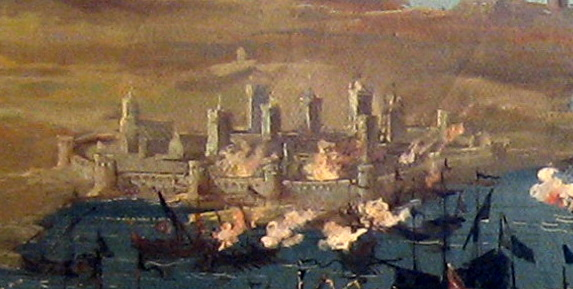
Vue de la forteresse.

La forteresse de Bouka (en grec, Κάστρο της Μπούκας) est un bastion militaire ottoman d'une importance capitale à l'entrée du golfe Ambracique, près de Préveza. Il a existé entre 1478 et 1701. La forteresse de Bouka est le premier grand bastion ottoman de Préveza érigé pour contrôler le trafic à destination et en provenance du golfe Ambracique.
L'étymologie vient de l'italien bocca (l'« embouchure »), ou du latin au français - par la bouche, soit du bulgare - au hêtre[pas clair][réf. nécessaire]. En 1495, avant l'alliance franco-ottomane, il y avait un plan français de Charles VIII pour reprendre la forteresse.